# Flora Augusta
Flora Augusta er en dansk skuespiller, som har haft hovedrollen som Tala i julekalenderen "Valdes Jul - Skovens Vogter" fra 2023.

## Filmografi

### Film
| År   | Titel                         | Rolle  | Noter    |
| ---- | ----------------------------- | ------ | -------- |
| 2019 | myRekryb                      | Vanja  | kortfilm |
| 2021 | Smagen af sult                | Chloe  |          |
| 2021 | Familien Jul og Nissehotellet | Sne    |          |
| 2022 | Du som er i himlen            | Grethe |          |
| 2023 | Akvarium                      | Uma    | kortfilm |

### Tv-serier
| År   | Titel                         | Rolle | Noter        |
| ---- | ----------------------------- | ----- | ------------ |
| 2023 | "Valdes Jul - Skovens Vogter" | Tala  | Julekalender |